# 特维尔大公
特维尔亲王，早期的头衔仅仅是王公（князь），是中世纪俄罗斯的一个封建公国特维尔的统治者。
历代特维尔大公均出身于留里克王朝。
在争当俄罗斯未来领袖的斗争中，特维尔大公曾是莫斯科大公最危险的竞争者，多次从莫斯科大公手中夺走弗拉基米尔大公的封诰。1485年，莫斯科大公伊凡三世最后吞并了特维尔。

## 特维尔大公列表
- 雅罗斯拉夫三世·雅罗斯拉维奇 1247年 - 1271年
- 斯维亚托斯拉夫·雅罗斯拉维奇 1271年 - 1282年至1285年之间
- 米哈伊尔·雅罗斯拉维奇 1285年 - 1318年
- 德米特里·米哈伊洛维奇 1318年 - 1325年或1326年
- 亚历山大·米哈伊洛维奇 1326年 - 1328年
- 康斯坦丁·米哈伊洛维奇 1328年 - 1337年
- 亚历山大·米哈伊洛维奇 1337年 - 1339年
- 康斯坦丁·米哈伊洛维奇 1339年 - 1345年
- 弗谢沃洛德·亚历山德罗维奇 1345年 - 1349年
- 瓦西里·米哈伊洛维奇 1349年 - 1368年
- 米哈伊尔·亚历山德罗维奇 1368年 - 1399年
- 伊凡·米哈伊洛维奇 1399年 - 1425年
- 亚历山大·伊凡诺维奇 1425年
- 尤里·亚历山德罗维奇 1425年 - 1426年
- 鲍里斯·亚历山德罗维奇 1426年 - 1461年
- 米哈伊尔·鲍里索维奇 1461年 - 1485年
  - 被莫斯科兼并
- 西美昂·贝克布拉托维奇 鞑靼王公，被沙皇伊凡四世任命为特维尔大公